# Бихевиористичка социологија
Бихевиористичка социологија је област социологије која се доводи у везу са психолошким концептом бихевиоризма и проучава утицај понашања појединаца или група на друштвено или недруштвено окружење. Бихевиористичка анализа може бити примењена на важна друштвена питања појединаца, интеракције иѕмеђу појединаца у групама или на понашања у групама, организацијама или друштвима.

## Берхус Фредерик Скинер
Социолог Џорџ Рицер дефинише бихевиористичку социологију као "теоријски напор ѕа примену принципа психолошког правца бихевиоризма на социолошка питања". Настанак ове савремене социолошке теорије кореспондира са радикалном теоријом бихевиоризма америчког психолога Берхуса Фредерика Скинера који је сматрао да је личност "теоријски конструкт који се односи на свеукупност репертоара понашања". Појединац врши спонтане радње којима мења средину, а последице које могу бити и позитивне и негативне, одређују вероватноћу њиховог јављања и обликују личност. Оне операције које доводе до позитивног поткрепљења одн. награде учвршћују се и чешће се јављају, док оне које доводе до казне имају мању вероватноћу јављања или се потпуно гасе.

## Скинерова кутија
Сазнања до којих је дошао вршећи испитивања на животињама применио је и на људско понашање. У "Скинеровој кутији" налазила се полуга и дозер са храном која се истискује када се полуга притисне. Пацов или голуб које је користио у експериментима, испитујући средину, случајно притиска полугу и емитује оперант, "спонтано настали одговор који доводи до одређене последице у средини". Храна је последица емитованог операнта. Након одређеног временског периода и низа случајних притискивања полуге, уочава се појачани темпо операнта. Вероватноћа поновног јављања операнта ѕависиће од поткрепљења и на тај начин остати као научена радња у понашању животиње у истој или сличној ситуацији.

## Поткрепљење
Све што следи након понашања и доводи до чешћег јављања назива се поткрепљењем. Често се поткрепљење поистовећује са наградом, иако то није увек случај. Скинер је дефинисао појмове позитивног и негативног поткрепљења и казне. Позитивно поткрепљење је за гладну животињу храна одн. за жедну вода, а негативно поткрепљење представља уклањање непријатности. Уколико животиња престане са вршењем одређене радње, биће изложена благим електричним ударима што ће је довести до тога да научи ту радњу како би спречила болне ударе. Улога позитивног и негативног поткрепљења је иста и односи се на учвршћивање понашања које му претходи.

## Одбацивање казне
Казна је драж која доводи до елиминације одређеног понашања, што је разликује од негативног поткрепљења. Разликовао је две врсте казни:када се субјекат излаже непријатној дражи и ускраћивање пријатних дражи.
Скинер је оштро критиковао филозофско и моралистичко инсистирање на слободи и достојанству тврдећи да се свет може побољшати уз добре навике, као и да све почиње условљавањем понашања у најранијем детињству. Скинер је одбацивао делотворност казне и сматрао је да је боље примењивати награде. Кроз награде, деца усвајају нове облике понашања, док се казном елиминишу постојећи. Казна упућује на оно што не треба радити, а не учи шта је пожељно понашање. Поред тога, особе које су кажњаване често доводе у питање онога ко их кажњава, а не своје понашање. Код модификовања понашања најбитнија је доследност, што значи да се одређена понашања поткрепљују увек на исти начин, као и непоколебљивост која подразумева поштовање успостављеног програма модификовања.

## Џорџ Хоманс
О социолошком значају бихевиоризма писао је Џорџ Хоманс у теорији размене која је настала под утицајем Скинеровог виђења бихевиоризма. Сматрао је да постулати бихевиористичке психологије не одговарају само социологији, већ свим друштвеним наукама. "Основни социолошки проблеми нису аналитички, већ се препознају у проналажењу нових фундаменталних правила. Мислим да су принципи већ откривени и да се налазе у психологији." Релативно трајне социолошке структуре настају у комбинацији понашања човека и психолошких постулата, "а то је централни проблем социологије још од Хобса." Сво постојеће друштвено понашање је сагледао као наталожену друштвену размену због чега је сматрао да свака друштвена промена захтева психолошка начела.
Хоманс истиче елементарно друштвено понашање одн. понашање друштвених јединица унутар односа које је универзалне природе, независно од институционалних и нормативних ограничења.

## Статусни системи
Овакав принцип бихевиористичке социологије Хоманс објашњава кроз аналогију са индијским кастинским системом посматрајући га делом велике категорије коју назива статусним системом. Статусни системи се јављају и у другим друштвима, као и у мањим групама, у новим групама и новим организацијама одн. можемо да пратимо како настаје све време, развија се. Оно што је исто у свим социјалним структурама јесу норме, конформизам, снага, утицај, сарадња. Свакако да се норме разликују од група до друштава, али процес настајања норми се јавља у свим друштвима. Иако је тај друштвени систем јединствен у историји цивилизације, идентичне принципе аутор проналази у малим групама. Статусни систем у малим групама се разликује од кастинског система, али у оба случаја разлике у снази су у вези са разликама у статусу. И то види кроз историју. "Ако бисмо у малим групама манипулисали разликама у снази и видели кореспонденцију са развијањем разлика, нема сумње да бисмо развили процес који у ширим оквирима, током много векова и околности, доводи ко индијског кастинског система". Аутор иде и корак даље и сматра да је могуће креирање различитих варијанти статусног система, од високо диференцираног до релативно недиференцираног.

## Однос размене
У оквиру сваког односа размене по Хомансу постоје принципи најмањег интереса-онај ко има највише моћи је онај који ће најтеже променити понашање да би осигурао добијање награда за себе. За њега однос као целина има релативно најмању вредност и обрнуто, они који су мање моћни имају највећи интерес да однос остане одржив. Основе су међусобно зависне и имају тенденцију ширења. Увећање моћи по једном основу отвара могућност увећања моћи по другим основама. Хомансова дефиниција моћи заснована је на средствима награђивања.
Иако Хомасова тумачења имају корен у Скинеровој теорији, он истовремено критикује његов рад о понашању добијена на основу експеримента са голубовима и изједначавању резултата са људским понашањем која је пренео на "импресивне дискусије" као што су држава и религија, комплексне теме са дугачком историјом. По његовом схватању, боља стратегија би била да је принципе понашања систематично пренео на једноставније друштвене ситуације, као што је интеракција у малим групама. У критици је отишао и шире, сматрајући да су психолози дефинисали бихевиористичку психологију, али су изненађујуће мало применили та сазнања у области социјалног понашања и формирања релативно трајних социјалних структура. Сматрао да је проблем објашњења и предвиђања кроз принципе понашања и настајања фундаменталних социјалних процеса и њихова комбинација са одређеним околностима је суштинска за све друштвене науке. Подбацивање психолога у том смислу даје шансу социолозима.

## Петер Блау
Петер Блау, један од најутицајнијих социолога америчке социологије, дао је велики допринос социолошкој теорији, посебно теорији размене. Основни појам који Блау одређује као силу која наводи појединце да се удружују назива социјалном атракцијом. Процес друштвене атракције води у процес друштвене размене. Што је јача атракција, јача је размена. Уколико је однос награђујући за актере, настојаће да га одрже таквим и учине међусобно обавезујућим. На тај начин се јача међусобна повезаност актера односа друштвена размене.
Блау одређује друштвену размену као "добровољне акције појединаца мотивисане очекиваним узвраћањима која заиста и уследе од других". Када један актер добије награду од другог, то га обавезује да узврати, али до размене не долази уколико изостаје повратна трансакција.
Полазећи од оригиналне студије социјалне активности у бирократијама, Блау је развио "микроструктуралну" теорију размене и друштвене интеграције у малим групама. Реч је о неекономској размени односно о статусу и моћи унутар групе.